# ميخائيل جوستين
ميخائيل جوستين (بالإنجليزية: Michael Heath)‏ هو عالم حاسوب أمريكي، ولد في 11 ديسمبر 1946.